# Betalaína

Estrutura do ácido betalâmico.

As betalaínas são originadas de aminoácidos aromáticos (L-fenilanina e a L-tirosina) e são pigmentos (alcalóides coloridos) vacuolares naturais biossintetizados a partir do ácido betalâmico (aldeído α,β-insaturado instável), que são responsáveis por substituir as antocianinas em 17 famílias da ordem Caryophyllales do reino Plantae
O termo foi introduzido por Mabry e Dreiding em 1968, após a identificação do cromóforo básico 1,7-diazaeptametínico, para enfatizar as semelhanças estruturais e biogenéticas, como por exemplo a presença de nitrogênio em sua molécula, que diferenciavam esses pigmentos das antocianinas. 

## Ocorrência

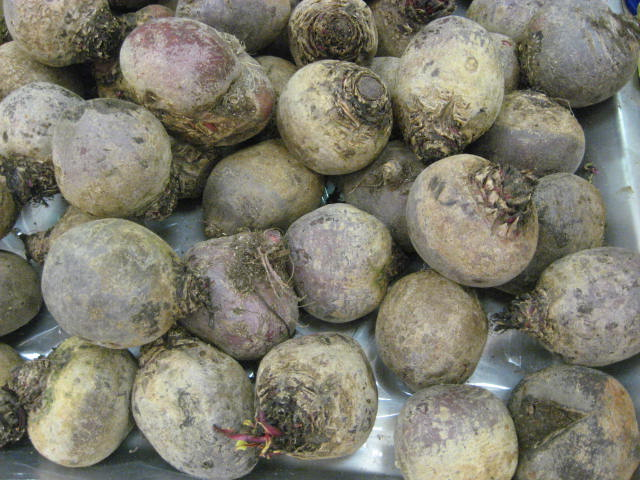
Beterrabas contém betalaínas.

Elas podem ser encontradas em flores de opuntia (da família Cactaceae, beterrabas, acelgas, pitaia rosa, buganvílias vermelha, rosa e laranja, além de flores de amaranto vermelhas. 
A betalaína é subdividida em duas classes, as betaxantinas (do grego beta = beterraba e xanthos = amarelo) que possuem o máximo de absorção entre 460 e 480 nm, sendo percebida como coloração amarela-alaranjada , e as betacianinas (do grego beta = beterraba e kyaneos = azul) em que a absorção se dá em 540 nm, uma coloração violeta intensa , sendo ela a mais comum na natureza.

## Propriedades

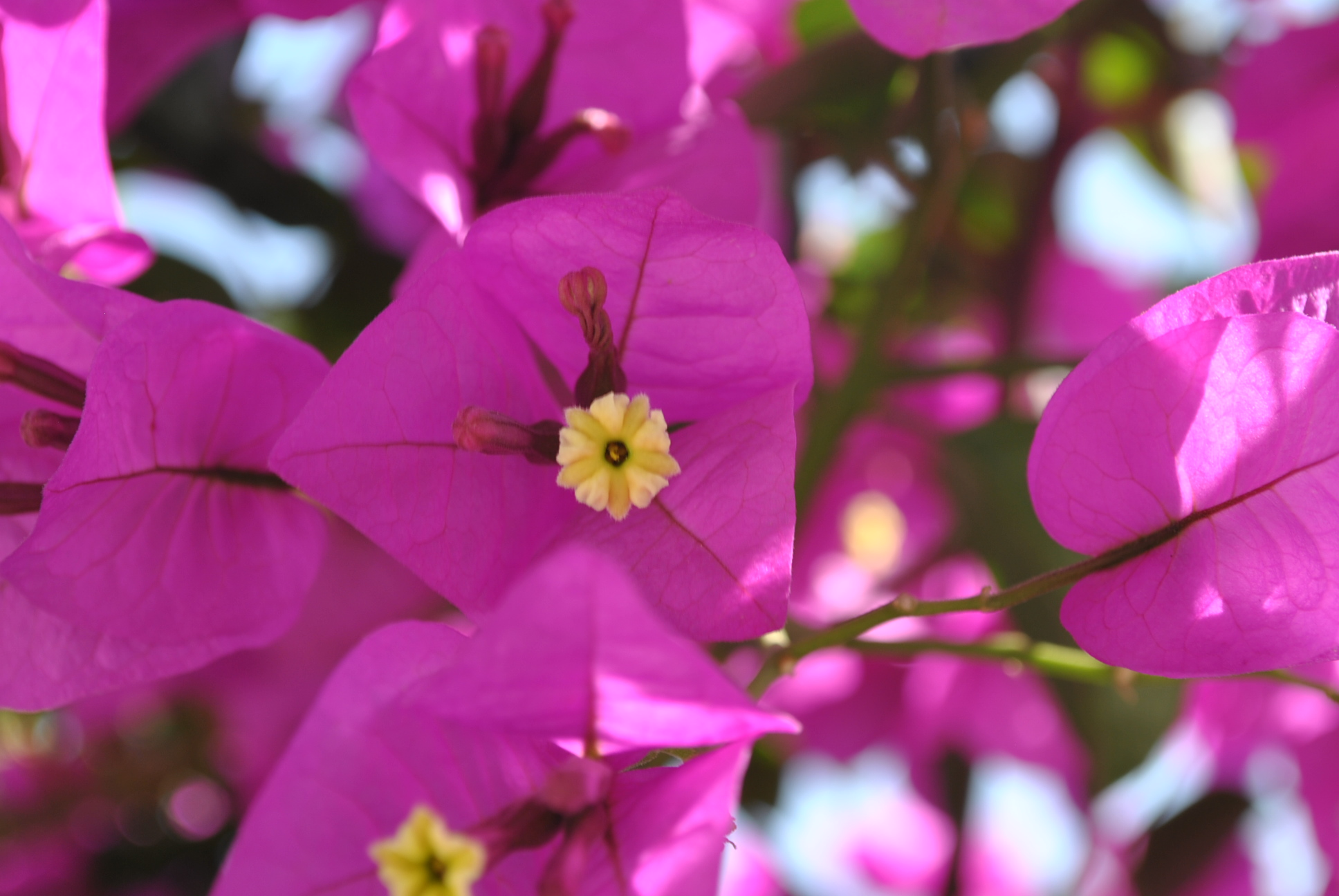
Buganvília é uma das espécies de angiospermas que possuem betalaínas como pigmento.

As duas classes de betalaínas, a indicaxantina do grupo betaxantina, assim como, a betanina do grupo betacianina possuem atividades antioxidantes na presença de lipoproteína de baixa densidade (LDL) relacionada ao seu cromóforo , sistemas-modelo de membranas celulares (lipossomas) e células íntegras. Outra característica relevante é que, ambas são pouco fluorescentes, principalmente a betanina, enquanto, a indicaxantina, torna-se mais fluorescente em contato com a água. 
Além da atividade antioxidante, as betalaínas estão em estudo por poderem apresentar propriedades que afetam positivamente a saúde como antiproliferativo, cardioprotetor, antimicrobiano, anticancerígeno, hipolipemiante, antidiabético, hepatoprotetor, anti-inflamatório, neuroproctetiva e etc., além de apresentarem potencial para serem utilizados na indústria alimentícia como corantes naturais nos alimentos, devido a sua estabilidade em uma ampla faixa de pH.

## Extração e Purificação
Essas duas betalaínas naturais podem ser obtidas através da extração e purificação. A betanina pode ser obtida por meio do extrato da beterraba utilizando isopropanol como antissolvente e purificação cromatográfica. Já a indicaxantina resume-se a uma semissíntese que provém do acoplamento aldimínico do ácido betalâmico e aminoácidos, que é purificada mediante a utilização do cromatografia líquida de alta eficiência .  